# 터닝메카드 R의 에피소드 목록
다음은 대한민국의 애니메이션 《터닝메카드 R》의 에피소드 밎 방영 목록이다.

## 방영 목록 및 시청률
- AGB 닐슨 미디어리서치

| 회차     | 회차     | 방송 일자        | 제목                 | 전국 시청률(증감치) | 배틀에 첫 등장한 메카니멀 |
| 15분판   | 30분판   | 방송 일자        | 제목                 | 전국 시청률(증감치) | 배틀에 첫 등장한 메카니멀 |
| -------- | -------- | ---------------- | -------------------- | ------------------- | ------------------------- |
| 1회      | 1회      | 2017년 9월 14일  | 신비한 메카드        | 0.3%                | 에반 베노사               |
| 2회      | 1회      | 2017년 9월 21일  | 새로운 라이벌        | 0.2%                | 테로                      |
| 3회      | 2회      | 2017년 9월 28일  | 메카드가 필요해      | 0.4%                |                           |
| 4회      | 2회      | 2017년 10월 12일 | 코카트를 구해줘      | 0.1%                |                           |
| 5회      | 3회      | 2017년 10월 19일 | 리안의 등장          | 0.1%                | 알타                      |
| 6회      | 3회      | 2017년 10월 26일 | 놀이동산의 대결      | 0.3%                |                           |
| 7회      | 4회      | 2017년 11월 2일  | 메카드의 비밀        | 0.3%                |                           |
| 8회      | 4회      | 2017년 11월 9일  | 에반의 위기          | 0.4%                |                           |
| 9회      | 5회      | 2017년 11월 16일 | 바다 속으로          | 0.3%                |                           |
| 10회     | 5회      | 2017년 11월 23일 | 수리왕 에반          | 0.1%                |                           |
| 11회     | 6회      | 2017년 11월 30일 | 유령의 집            | 0.1%                | 독꼬리                    |
| 12회     | 6회      | 2017년 12월 7일  | 괴도 엑스의 등장     | 0.5%                | 피닉스                    |
| 13회     | 7회      | 2017년 12월 14일 | 더블 팝업 배틀       | 0.2%                |                           |
| 14회     | 7회      | 2017년 12월 21일 | 2대1의 배틀          | 0.1%                |                           |
| 15회     | 8회      | 2017년 12월 28일 | 마트컵 대회 (1)      | 0.2%                |                           |
| 16회     | 8회      | 2018년 1월 4일   | 마트컵 대회 (2)      | 0.3%                |                           |
| 17회     | 9회      | 2017년 1월 11일  | 다시 만난 괴도 엑스  | 0.4%                |                           |
| 18회     | 9회      | 2018년 1월 18일  | 리안의 과거          | 0.3%                |                           |
| 19회     | 10회     | 2018년 1월 25일  | 엄마와 아들          | 0.4%                |                           |
| 20회     | 10회     | 2018년 2월 1일   | 메카드 마술쇼        | 0.1%                |                           |
| 21회     | 11회     | 2018년 2월 8일   | 사막의 유적          | 0.1%                |                           |
| 22회     | 11회     | 2018년 3월 8일   | 타나토스의 등장      | 0.4%                | 타나토스                  |
| 23회     | 12회     | 2018년 3월 15일  | 에반을 찾아라        | 0.2%                |                           |
| 24회     | 12회     | 2018년 3월 22일  | 반다인의 숨겨진 능력 | 0.2%                | 프린스콩                  |
| 25회     | 13회(完) | 2018년 3월 29일  | 새로운 메카니멀      | 0.3%                | 디스크캐논 네오           |
| 26회(完) | 13회(完) | 2018년 4월 5일   | 진실을 찾아서        | 0.1%                |                           |